# Paris-Roubaix 1984
Paris-Roubaix 1984 a fost a 82-a ediție a Paris-Roubaix, o cursă clasică de ciclism de o zi din Franța. Evenimentul a avut loc pe 8 aprilie 1984 și s-a desfășurat pe o distanță de 265,5 de kilometri de la Compiègne până la velodromul din Roubaix. Câștigătorul a fost Sean Kelly din Irlanda de la echipa Skil.

## Rezultate
| Loc | Concurent                    | Echipă         | Timp       |
| --- | ---------------------------- | -------------- | ---------- |
| 1   | Sean Kelly (IRE)             | Skil-Sem-Mavic | 7h 31' 35" |
| 2   | Rudy Rogiers (BEL)           | Splendor       | +0"        |
| 3   | Alain Bondue (FRA)           | La Redoute     | +36"       |
| 4   | Johan van der Velde (NED)    | Metauro Mobili | +4' 33"    |
| 5   | Gregor Braun (GER)           | La Redoute     | +4' 33"    |
| 6   | Jean-Luc Vandenbroucke (BEL) | La Redoute     | +6' 16"    |
| 7   | Jacques Hanegraaf (NED)      | Kwantum        | +6' 16"    |
| 8   | Patrick Versluys (BEL)       | Splendor       | +6' 16"    |
| 9   | Hennie Kuiper (NED)          | Kwantum        | +6' 16"    |
| 10  | Rudy Matthijs (BEL)          | Splendor       | +8' 28"    |